# Меланома
Меланома (англ. melanoma, malignant melanoma, грец. Μελάνωμα, заст. меланобластома) — злоякісне новоутворення, що розвивається при злоякісній трансформації пігментних клітин меланоцитів. Часто утворюється на місці вродженої пігментної плями лунини (інколи невус) або на незміненій шкірі.

## Фактори ризику та причини
- Генотип — біла шкіра, світлі (блакитні) очі, світле волосся та рожеві веснянки.
- Наявність в анамнезі сонячних опіків.
- Надмірний вплив ультрафіолетового випромінювання — у тому числі штучного в солярії.
- Синдром диспластичної лунини.
- Спадковість — сімейний анамнез меланоми.
- Лунини.
- Фактор множинності лунини (понад 50) підвищує ризик розвитку меланоми.
- Пігментна ксеродерма.
- Особистий анамнез меланоми.
- Вік понад 50 років.
- Чоловіча стать.

## Симптоми

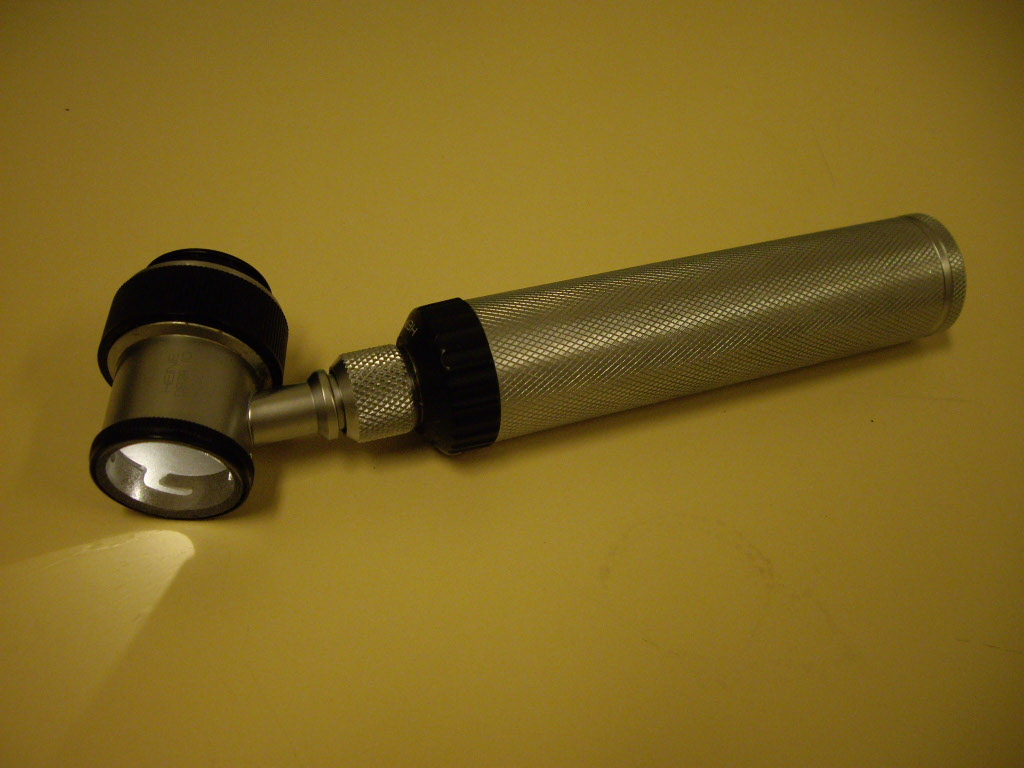
Дерматоскоп.

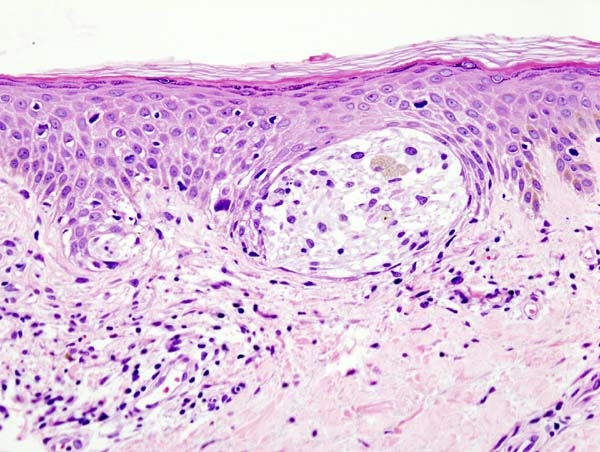
Мікрофотографія демонструє гістологічну будову меланоми (Фарбування г-е).

Меланома відрізняється швидким інфільтруючим ростом, поширенням елементів пухлини по лімфатичних шляхах, метастазуванням у найближчі лімфатичні вузли та віддалені органи. Ознаки злоякісної пігментної плями:
- посилення або послаблення пігментації,
- збільшення розміру плями,
- підвищення її над рівнем шкіри,
- поява у його межах окремих розрощень, тріщин, кровоточивості, осередків виразок.

В основі пухлини, що росте, з'являються синювато-бурий вінчик та синюваті радіарні набряки пухлинної інфільтрації.

### Стадії меланоми шкіри
- І стадія — пігментна пухлина діаметром до 2 см, що проростає шкіру без регіонарних метастазів.
- ІІ стадія:
  - пухлина діаметром більше 2 см без збільшення регіонарних лімфатичних вузлів;
  - така ж пухлина, але зі збільшенням регіонарних вузлів.
- III стадія:
  - різної величини та форми пігментні пухлини, що проростають шкіру, підшкірний жировий шар та апоневроз, без метастазів;
  - така ж пухлина, але з регіонарними метастазами.
- IV стадія — пухлина будь-якого розміру з множинними регіонарними та віддаленими метастазами.

## Лікування
Лікування залежить в основному від локалізації пухлини та стадії захворювання. Так, при локалізації на обличчі, волосистій частині голови можливості радикального лікування значно обмежені. Ефективність променевого та хірургічного лікування вкрай низька через складність встановлення меж поширення пухлини. В основному застосовують комбінований метод лікування (рентгенотерапія з наступним широким електрохірургічним розсіченням). Комбіноване лікування доповнюють хіміотерапією для впливу на приховані вогнища хвороби.

## Наукові дослідження
Близько 60% меланом мають мутації в гені BRAF. З урахуванням цього, проводяться клінічні дослідження інгібіторів BRAF. Попередні результати їх застосування свідчать про певну регресію меланоми у пацієнтів. В червні 2011 року, результати клінічних випробовувнь на великій когорті пацієнтів з BRAF мутацією в 15 екзоні, підтвердили дані попередніх досліджень щодо ефективності блокаторів тирозин-кінази, та значну регресію пухлини.

## Всеукраїнський тиждень діагностики раків шкіри
13-19 травня 2013 року всі громадяни України мали можливість безкоштовно обстежитися на наявність меланоми та немеланомних пухлин в більш ніж 700 державних і приватних клініках із усієї України. Того року до ініціативи МОЗ долучилися не лише дерматовенерологи, але й онкологи, терапевти і офтальмологи.
17 травня, в рамках цього тижня, пройшов всеукраїнський День меланоми, коли лікарі зосередили зусилля для діагностуванні меланоми.

## Інші посилання
Справочник фельдшера / Под ред. А. Н. Шабанова. — 4-е изд., стереотип. — М.: Медицина, 1984.